# Eje transversal PE-28 (Perú)
El Eje transversal PE-28 es uno de los veinte eje que forma parte de la red transversal de Red Vial Nacional del Perú. Está conformado por las rutas nacionales PE-28, PE-28 A (variante), PE-28 B (variante), PE-28 C (ramal), PE-28 D (ramal), PE-28 E (ramal), PE-28 F (ramal), PE-28 G (ramal) y PE-28 H. Recorre los departamentos de Ica, Huancavelica, Ayacucho, Junín, Cusco y Apurímac.

## Rutas
- PE-28: Desvío Paracas-Puerto San Martín
- PE-28 A (variante): Desvío Huaytará-Ayacucho
- PE-28 B (variante): Pacaycasa-Huacarpay
- PE-28 C (ramal): San Fransico-Manzamari
- PE-28 D (ramal): Pámpano-Lachoj
- PE-28 E (ramal): Rumichaca-Santa Inés
- PE-28 F (ramal): Poroy-Urubamba
- PE-28 G (ramal): Cusco-Pisac
- PE-28 H: Rosario-Alto Anapati